# Internationella Temperaturskalan
Internationella temperaturskalan, ITS (International Temperature Scale) utgör en referensstandard i form av absoluta temperaturer för namngivna ämnen vid specifika aggregationstillstånd uttryckta i kelvin. Den uppmätta avvikelsen i temperatur skiljer sig oväsentligt från den termodynamiska osäkerheten i beräkningen av kelvingraderna.
Den första standarden skapades av CIPM år 1927, och har sedan senaste revisionen ITS-90 sjutton ämnen enligt nedanstående tabell. Dessa referenspunkter kan sedan återskapas varefter temperaturmätningsinstrument sedan kalibreras mot kända och exakta temperaturer. Skalan mellan dessa punkter interpoleras med avancerade matematiska beräkningar för en tillförlitlig mätning i hela området.
| Ämne och tillstånd            | Temperatur enligt ITS-90 | Temperatur enligt ITS-90 | Temperatur enligt ITS-90 | Temperatur enligt ITS-90 |
| Ämne och tillstånd            | K                        | °C                       | °R                       | °F                       |
| ----------------------------- | ------------------------ | ------------------------ | ------------------------ | ------------------------ |
| Vätets trippelpunkt (TP)      | 13.8033 K                | −259.3467                | 24.8459                  | −434.8241                |
| Neon (TP)                     | 24.5561 K                | −248.5939                | 44.2010                  | −415.4690                |
| Syre (TP)                     | 54.3584 K                | −218.7916                | 97.8451                  | −361.8249                |
| Argon (TP)                    | 83.8058 K                | −189.3442                | 150.8504                 | −308.8196                |
| Kvicksilver (TP)              | 234.3156 K               | −38.8344                 | 421.7681                 | −37.9019                 |
| Vatten 1 (TP)                 | 273.1600 K               | 0.01                     | 491.69                   | 32.02                    |
| Gallium vid smältpunkten 2    | 302.9146 K               | 29.7646                  | 545.2463                 | 85.5763                  |
| Indium vid fryspunkten 2 (FP) | 429.7485 K               | 156.5985                 | 773.5473                 | 313.8773                 |
| Tenn (FP)                     | 505.078 K                | 231.928                  | 909.140                  | 449.470                  |
| Zinc (FP)                     | 692.677 K                | 419.527                  | 1,246.819                | 787.149                  |
| Aluminium (FP)                | 933.473 K                | 660.323                  | 1,680.251                | 1,220.581                |
| Silver (FP)                   | 1234.93 K                | 961.78                   | 2,222.87                 | 1,763.20                 |
| Guld (FP)                     | 1337.33 K                | 1,064.18                 | 2,407.19                 | 1,947.52                 |
| Koppar (FP)                   | 1357.77 K                | 1,084.62                 | 2,443.99                 | 1,984.32                 |

1 Vatten definierat i Vienna Standard Mean Ocean Water (VSMOW2) vid standardtryck och standardtemperatur (STP), fastställd till exakt 273.1600 K.

2 Smält- och fryspunkt särskiljs av huruvida materialet är under uppvärmning eller avsvalning vid mätningen.